# Quardu Gboni District
Quardu Gboni District är ett distrikt i Liberia.   Det ligger i regionen Lofa County, i den norra delen av landet, 260 km nordost om huvudstaden Monrovia.